# Culex gelidus
Culex gelidus är en tvåvingeart som beskrevs av Theobald 1901. Culex gelidus ingår i släktet Culex och familjen stickmyggor. Inga underarter finns listade i Catalogue of Life.